# هجمات يوليو 2009 السيبرانية
حرب يوليو 2009 السيبرانية هي سلسلة من الهجمات السيبرانية المنظمة ضد عدد من المؤسسات الحكومية، والمالية، ووكالات الأنباء في كوريا الجنوبية والولايات المتحدة الأمريكية، بدأت الهجمات في 4 يوليو، 2009. تضمنت الهجمات تحويل كم كبير من الحواسيب المخترقة لطلب صفحات الوب الخاصة بالمؤسسات المستهدفة، ما أدى إلى زيادة الحمل على مواقع الوب لهذه المؤسسات، وبالتالي تتباطأ استجابة الخوادم لطلبات تحميل الصفحات. دعا توقيت الهجمات وأهدافها إلى استنتاج أن كوريا الشمالية تقف ورائها، إلا أن هذا الاستنتاج لا سند يدعمه.

## خط زمني للهجمات

### الموجة الأولى
كانت الموجة الأولى من الهجمات في 4 يوليو - يوافق يوم الاستقلال الأمريكي - مستهدفة كل من كوريا الجنوبية والولايات المتحدة الأمريكية. من ضمن مواقع الوب المصابة: موقع البيت الأبيض، وموقع البنتاجون. وكشف تحقيق عن إصابة 27 موقعًا للوب في هذه الهجمة استنادًا إلى الملفات المخزنة في خوادم هذه المواقع.

### الموجة الثانية
وقعت الموجة الثانية من الهجمات في 7 يوليو، 2009 على كوريا الجنوبية. من المواقع المصابة، موقع القصر الرئاسي البيت الأزرق، وموقع وزارة الدفاع، والبرلمان.

### الموجة الثالثة
وقعت الموجة الثالثة من الهجمات السيبرانية في 9 يوليو، 2009، مستهدفة عدة مواقع إلكترونية في كوريا الجنوبية، منها موقع خدمات الاستخبارات الوطني، بالإضافة إلى مواقع لواحد من أكبر مصارف كوريا ووكالات الأنباء فيها. قالت وزارة الخارجية الأمريكية أيضًا أن موقع الويب الخاص بها تعرض للهجوم أيضًا.